# De Heegh
Havezate De Heegh stond in de Nederlandse plaats Didam, provincie Gelderland. Van de havezate is alleen het verbouwde koetshuis bewaard gebleven.

## Geschiedenis
In de 15e eeuw wordt melding gemaakt van de havezate De Heege. Eigenaren waren toen Jacob van Tellicht en Deric die Tolner. Hierna werd de havezate bewoond door de familie Van Woldenborch, die enkele richters van Didam voortbracht.

### Reformatie
Toen Anna van Woldenborch in 1584 met richter Jelis van Plees huwde, kwam de havezate in de familie Van Plees terecht. Jelis was gekant tegen de reformatie die inmiddels ook tot Didam was doorgedrongen. Nadat in 1596 de kerk was overgegaan in handen van de hervormden en er een dominee was aangesteld, heeft Jelis zich met diverse rijke inwoners van Didam verzet tegen de komst van deze dominee. Ze hadden succes en de dominee werd uit het dorp verdreven. Uiteindelijk zou Didam alsnog in hervormde handen terechtkomen, maar de familie Van Plees bleef katholiek. Dit gold ook voor de familie Van Erp, die door het huwelijk in 1666 van Willem van Erp met Johanna Catharina van Plees de havezate in eigendom kreeg. Zo werd er door hen een plek in de buitenlucht ingericht voor de katholieke godsdienstuitoefening en kwam er in 1698 op eigen grond, in de buurt van De Heegh, een schuilkerk in een schuur. Balthasar Assueer van Erp kocht in 1716 een boerderij aan om die tot kerk te verbouwen.

### Financiële problemen
Balthasar van Erp geraakte in financiële problemen en in 1736 werd de havezate in beslag genomen ten behoeve van schuldeiser A.B. Smits, predikant te Angerlo. Balthasar had de Heegh echter al verkocht aan zijn broer Gerhard Floris. Vervolgens werd de havezate toch nog geveild, waarna het goed bij hun neef Gerrit Hendrik Jan Schaep terecht kwam. De financiering van deze aankoop was geregeld door zijn moeder Bartruyd, zuster van Balthasar en Gerhard Floris. De schulden bleven echter problematisch en de familie Van Erp moest definitief afscheid nemen van De Heegh. In 1744 ging het huis over naar G. Haantjes.

### Van Embden
Van 1766 tot 1794 was De Heegh in eigendom van de familie Torck, hierna van Philips Jacob de Nerée. Die laatste verkocht de havezate in 1809 aan Jan van Embden. De Heegh bleef tot 1897 in bezit van de familie Van Embden, die De Heegh gebruikte als boerderij. Deze familie leverde in de 19e eeuw diverse burgemeesters van Didam. In 1897 kocht boswachter Johannes Rasing de havezate aan.

### Afbraak
In 1794 bestond De Heegh uit het adellijke huis, een bakhuis, schuur en een schaapskot. Ook waren er weilanden, bouwlanden en een boomgaard. In 1832 stonden er volgens de kadastrale kaart drie gebouwen op het kasteelterrein; het grootste bouwwerk betrof het koetshuis. In 1897 werd het koetshuis verbouwd tot woonboerderij, terwijl de havezate zelf werd afgebroken. Ook de gracht die rondom de havezate lag, werd gedeeltelijk gedempt. De laatste restanten van de gracht volgden in 1937.
Aalst · Aardenburg · Acquoy · Aerdt · Agistaldaburg · Ahof · Aldenhaag · Aller · Ambe · Ammersoyen · Ampsen · Andelst · Angeroyen · Appelburg · Appelse walburg · Appeltern · Arler · Baak · Babberich · Baer · Baerle · Bakerbosch · Balgoij · Barlham · Batenburg · Beek · Beerenclaauw · Bemmel · Bevervoorde · Bergh · Biljoen · Bingerden · Blankenborg (Laren) · Blankenborg · Blauwe Huis · Blokhuis (Ravenswaaij) · Boelenham · Boetselaersborg · Borculo · Boswaai · Brakel · Den Brakel · Den Bramel · Bredevoort · Broekhuizen · Bronkhorst · Bruchem · Bruinhorst · Brunsberg · Bulkestein · Bunswaard · Burcht van Tiel · Buren · De Buurse · Byland · Byvanck · Caetshage · Camphuysen · De Cannenburch · de Cloese · Coldenhove · Culemborg · Dedinckweerd · Delwijnen · Didam · Diepenbroek · Hof te Dieren · Huis Dijck · Dikke Tinne · Doddendaal · Dodewaard · Doornenburg · Doornik · Doorwerth · Dooyenburg · Dorth · Doseburg · Drakenburg · Dreumel · Druten · Duivelshuis · Eerbeek · De Ehze · Elburg · Eldrik · Emmerik · Engelenburg · Groot Engelenburg · Engelrode · Enghuizen · Enspijk · De Essenburgh · Essenpas · Est · Fokkinck · Gameren · Geerestein · Geldermalsen · De Gelderse Toren · Geldersweerd · Gellicum · Gendt · Gennepestein · Glindhorst · Goudenstein · ‘s-Grevenhoef · Groot Hell · Groenlo · Groesbeek · Huis te Groesbeek · Grunsfoort · Gulden Spijker · Hackfort · Hackforts Veenhuis · Hagen · Hagevoort · Hamerden · Hanepol · Harreveld · Harslo · Hassink · Het Haveke · Hedel · Heeckeren · De Heegh · Hees · De Heest · Hellouw · Hemmen · Hernen · Motte van Hernen · Heumen · Heusden · Hoekelum · Hoekenburg · De Hoeve · De Hof · Hof d'Ooy · Hof van Arkel · Huis het Holt · Holthuis · Het Holtslag · Ter Horst · Houberg · St. Hubertus · Huissen · Hulhuizen · Hulkestein · Hulsen · Hunneschans bij De Duno · Hunneschans bij Uddel · Jonker Bloo · 't Joppe · De Kamp · Karssenberg · Kemnade · Keppel · Kermestein · Kernhem · Kervel · Kiefskamp · De Kinkelenburg · Klein Enghuizen · Kleverburg · Kortenhoeve · Laag Helbergen · Lakenburg · Landfort · Langen · Latenstein · De Lathmer · Lathum · Ter Lede · Leegpoel · Leemcuyl · Leeuwen · Leeuwenbergh · Lensenburg · Lent · Leur · Leuvenum · Leyenburg · Lichtenvoorde · Lievenstein · Loenen · Loevestein · Loil · Loowaard · Luynhorst · Hof te Maasbommel · Magerhorst · Malburgen · Malderburcht · Malsen · Manhorst · Marhulsen · De Marsch · Marveld · Mathena · Maurik · Medel · Medestein · 't Medler · Meinerswijk · De Mellard · Mensink · Mergelp · Meteren · 't Meyerink · Middachten · Millingen · Mussenberg · Nagelhorst · Nederhagen · Nederhemert · Neerijnen · Huis Neerijnen · De Nesch · Nettelhorst · Nieuwe Blokhuis ·  Nijburg · Nijenbeek · Old Putten · Notenstein · Nye Huis · Olde Spijker · Oldenaller · Oldenhof (Driel) · Oldenhof (Heteren) · De Ooij · Oolde · Oud Oolde · Oosterhout · Ophemert · Opijnen · Oud Ampsen · Oude Blokhuis · Het Oude Loo · Oude Voorst · Oudenborch · Oud-Wisch · Huis te Overasselt · Overeng · Overhagen · Overlaar · 't Oye · Palmestein · De Parck · Persingen · Plekenpol · Ploen · Pluimenburg · Poederoijen · Poelwijck · Poelwijk · De Pol (Dreumel) · Huis de Poll (Huis te Gietelo) · De Poll (Huissen) · Pollenbering · Pollenstein · Puttenstein · Het Raasink · Ravenhorst · De Rees · Ressen · Reuversweerd · Reygersfoort · Rhijnestein · Huis Rijswijk · Rode Toren · Roode Wald · Rosande · Rosendael · Rossum · Rumpt · Ruurlo · Rijsselt · Schadewijk · Schaffelaar · Scherpenzeel · Schoonbroek · Schoonderbeek · Schoonenburg · Schuilenburg · Schuilkerke · Hof te Seelbeek · Sevenaer I · Sevenaer II · Sinderen (Oude IJsselstreek) · Sinderen (Voorst) · Slangenburg · Sleeburg · Slimsijp · De Snor · Soelen · Spaansweerd · Spaldorp · Spijk · Staverden · Sterkenburg · Swanepol · Tarthorst · Teisterbant (Kerk-Avezaath) · Teisterbant (Kerkdriel) · Ter Dicke · Tolhuis · Tolhuis (Tiel) · Tollenburg · Tongerlo · Toren van Wely · Tuil · Ubbergen · Uilenburg (Ewijk) · Uilenburg (Heteren) · Ulenpas · Ulft · Upladen · Valburg · Valkhofburcht · Valkhofpalts · Vanenburg · Varik · Hof te Varsseveld · 't Velde · Velhorst · Verwolde · Vierakker · De Voorst · Voorstonden · Vorden · Vosbergen · Vredenburg · Vredestein (Driel) · Vredestein (Ravenswaaij) · Vuren · Waardenburg · Waddestein · Wadenoijen · Waede · Wageningen · Walfort · 't Waliën · De Wardt · Watergoor · Watermeerwijk · Wayenstein (Huis te Herwijnen) · Well (Huis van Malsen) · Weijenrade · Westenburg · Westerholt · Weurt · De Wiersse · Wijenburg (Echteld) · De Wildenborch · De Wildt · Wilp · Wilperhorst · Winssen · Wisch · Wychen · Wolfswaard · Woolbeek · Yrst · IJzendoorn · Zeeland · Zilveren Spijker · Zuilichem · Zwaluwenburg · Zwanenburg (Heerde) · Zwanenburg (Megchelen)